# Lay Down with the Strawbs
Lay Down with the Strawbs is een live-muziekalbum van de Britse band Strawbs.

## Geschiedenis
De Strawbs moesten het anno 2006 hebben van reünieconcerten, een volledig bandleven zat er niet (meer) in. Bij dit concert kwam de succesvolle samenstelling van begin jaren zeventig weer samen. John Hawkjeb speelde toen nog volledig mee. Als gastmuzikant kwam John Ford meespelen, Ford was lid van de band in de samenstelling van voordat het grote succes kwam. Hij was wel mede verantwoordelijk voor de succesrijkste single van de band Part of the Union. De opnamen komen uit Robin 2, een zaal in Bilston.

## Musici
- Dave Cousins – zang, gitaar, banjo
- Dave Lambert – zang, gitaar
- Chas Cronk – zang, basgitaar
- John Ford – zang, gitaar [*]
- John Hawken – toetsen
- Rod Coombes – slagwerk

## Composities

### Cd 1
1. Lay Down
2. I Only Want My Love to Grow in You
3. Shine on Silver Sun
4. Ghosts
5. Remembering/You and I When We Were Young
6. Cold Steel
7. Life Auction: Visions of Southall from the Train
8. Life Auction: The Auction
9. Out in the Cold
10. Round and Round
11. Just Love

### Cd 2
1. Autumn Suite: Heroine's Theme
2. Autumn Suite: Deep Summer's Sleep
3. Autumn Suite: The Winter Long
4. Raqs Aswad (Drum Solo)
5. Hero and Heroine
6. Round and Round (Reprise)
7. Part of the Union
8. Man Who Called Himself Jesus [Acoustic][*]
9. Tears [Acoustic][*]
10. Pavan [Acoustic][*]
11. Kissed by the Sun [Acoustic][*] (nieuw in het Strawbs repertoire; komt van Ford)
12. Heavy Disguise [Acoustic][*]